# Polyadenum sinense
Polyadenum sinense är en urinsektsart som beskrevs av Yin 1980. Polyadenum sinense ingår i släktet Polyadenum och familjen lönntrevfotingar. Inga underarter finns listade i Catalogue of Life.